# ريكتينا (هوائي التقويم)
ريكتينا (هوائي التقويم) هو نوع خاص من هوائي الاستقبال الذي يستخدم لتحويل الطاقة الكهرومغناطيسية إلى طيار كهربائي مستمر (DC). وهي تستخدم في أنظمة نقل الطاقة لاسلكياً التي تنقل الطاقة عن طريق الموجات الراديوية. يتكون عنصر هوائي التقويم البسيط (في ابسط صورة) من هوائي ثنائي القطب مع دايود ار. اف (الموجات الراديوية) متصل عبر العناصر ثنائية القطب. يقوم الدايود (الصمام الثنائي) بتقويم التيار المتناوب(ايه.سي) المستحث في الهوائي بواسطة الموجات الدقيقة، لإنتاج قدرة/ تيار مستمر (دي. سي)، والذي يعمل على تشغيل حمل متصل عبر الدايود. وعادة ما يستخدم دايود شوتكي لأن له أدنى انخفاض في الجهد وأعلى سرعة، وبالتالي لديه أقل فقد في القدرة بسبب التوصيل والتبديل. وتتكون الريكتينا الكبيرة من مصفوفة تحتوي العديد من عناصر استقبال القدرة من هوائيات ثنائية القطب هذه.

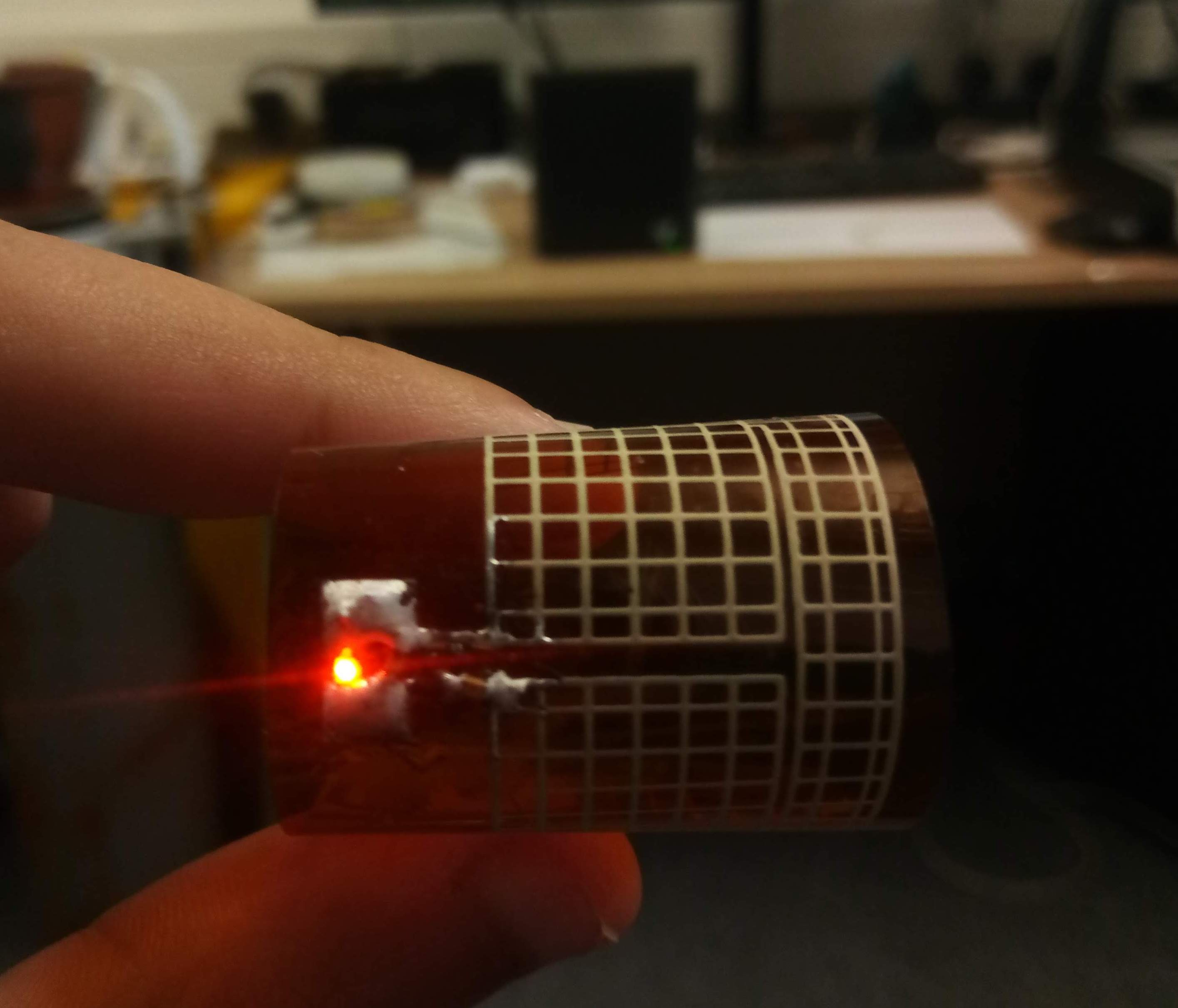
مستطيل شبكي مطبوع يضيء ليد من باوركست 915 ميغاهيرتز الارسال

## تطبيقات إرسال الطاقة
جعل اختراع الريكتينا في ستينيات القرن الماضي نقل الطاقة لاسلكياً لمسافات طويلة أمراً ممكناً. اُخترع الريكتينا في عام 1964 من قبل المهندس الكهربائي الأمريكي ويليام سي براون والذي نال براءة الاختراع في عام 1969  من قبل المهندس الكهربائي الأمريكي ويليام سي براون، والذي قدمه باستخدام نموذج طائرة هليكوبتر تعمل بالموجات الدقيقة المرسلة من الأرض، والمستقبلة عبر ريكتينا ملحقة.ومنذ سبعينيات القرن المنصرم، كان أحد الدوافع الرئيسية لأبحاث الريكتينا هو تطوير هوائي استقبال لسواتل الطاقة الشمسية المقترحة، والتي ستقوم بتجميع الطاقة من أشعة الشمس في الفضاء باستخدام الخلايا الشمسية وارسالها إلى الأرض كموجات ميكروية لتستقبلها مصفوفات ضخمة من الريكتينا.
وال تي من شأنها أن تحصد الطاقة من ضوء الشمس في الفضاء باستخدام الخلايا الشمسية وتنقلها إلى الأرض كموجات ميكروويف إلى مصفوفات مستقيمة ضخمة. التطبيق العسكري المقترح هو تشغيل طائرات الاستطلاع بدون طيار بموجات ميكروية تُطلق من الأرض، مما يسمح لها بالبقاء محلقةً لفترات طويلة.

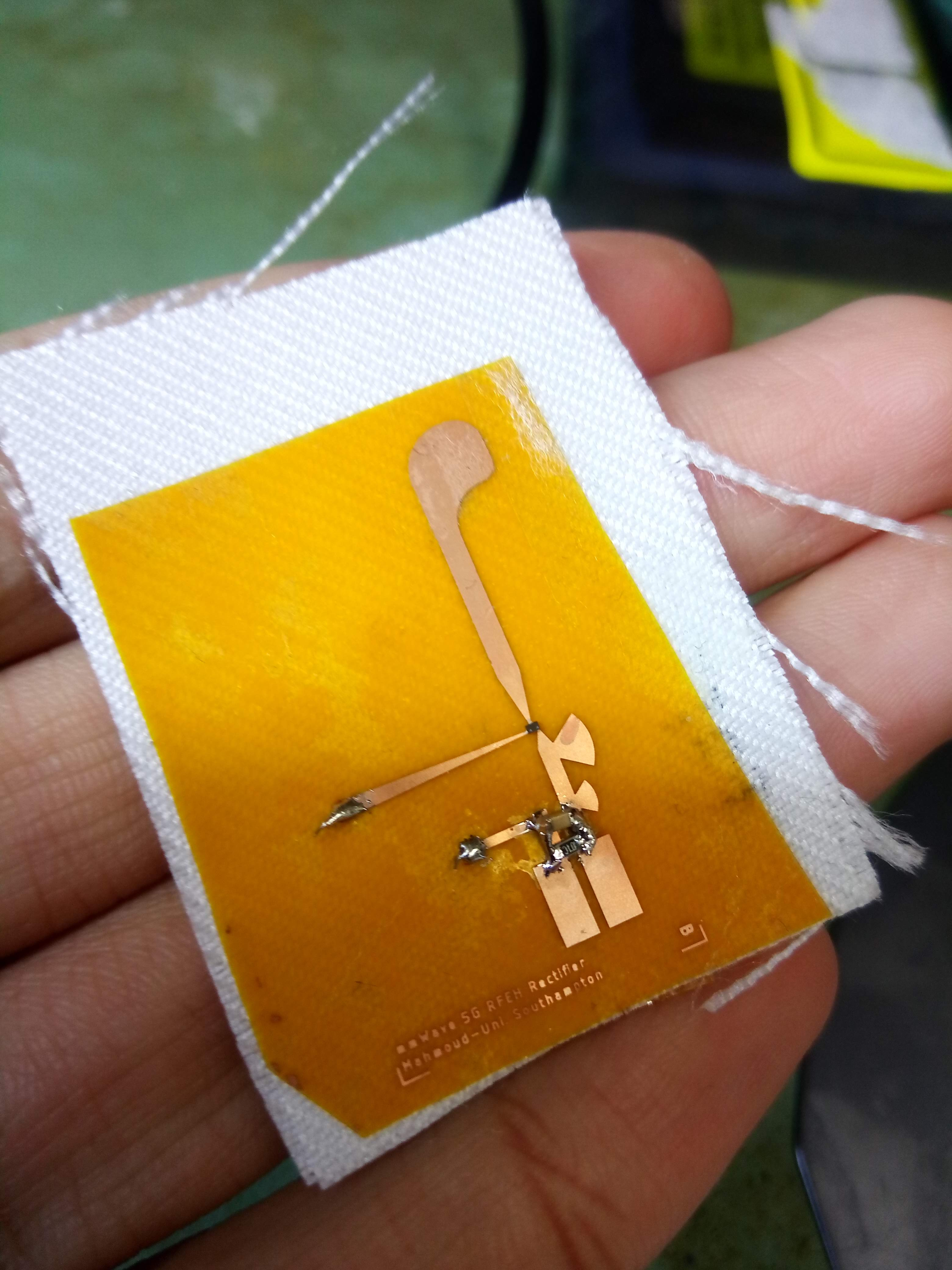
ريكتينا نسيجية بموجة ملليمترية يمكن ارتداؤها مصنوعة على ركيزة نسيجية لتجميع الطاقة في مدى حزم ترددية 5G K (20-26.5) جيجاهرتز)

في السنوات الأخيرة، تحول الاهتمام إلى استخدام أجهزة الريكتينا كمصادر طاقة لأجهزة الإلكترونيات الدقيقة اللاسلكية الصغيرة. وحالياً يتمثل أوسع استخدام لـلريكتينا في رقاقات تحديد التواتر الراديوي (ر اف أي دي) وبطاقات التقارب والبطاقات الذكيةالغير تلامسية، والتي تحتوي على دائرة متكاملة (اي سي) تُشغل بواسطة عنصر ريكتينا صغير. وعندما يوضع الجهاز بالقرب من وحدة قارئ إلكترونية، تستقبل موجات الراديو من القارئ بواسطة الريكتينا، مما يؤدي إلى تشغيل الدارة المتكاملة، والتي ترسل بياناتها مرة أخرى إلى القارئ.

## ريكتينا الترددات الراديوية
أبسط مستقبل راديو بلوري، يستخدم هوائياً ودايوداً(مقوماً) مزيلاً للتضمين، هو في الواقع ريكتينا، على الرغم من أنه يتجاهل مكون التيار المستمر قبل إرسال الإشارة إلى سماعات الرأس. وسيكتشف الأشخاص الذين يعيشون بالقرب من أجهزة إرسال راديوية قوية أحياناً أنه مع هوائي استقبال طويل، يمكنهم الحصول على طاقة كهربائية كافية لإضاءة مصباح كهربائي.
ومع ذلك، يستخدم هذا المثال هوائياً واحداً فقط له مساحة التقاط محدودة. تستخدم مصفوفة الريكتينا هوائيات متعددة منتشرة على مساحة واسعة لالتقاط المزيد من الطاقة.
يقوم الباحثون بتجربة استخدام الريكتينا لتشغيل المستشعرات في المناطق النائية والشبكات الموزعة للمستشعرات، خاصة لتطبيقات إنترنت الأشياء.
تُستخدم ريكتينا الترددات الراديوية (ار اف) للعديد من أشكال نقل الطاقة لاسلكياً. 
في مدى الموجات الصغرية (الميكروية)، وصلت الأجهزة التجريبية إلى كفاءة تحويل طاقة تتراوح بين 85-90٪. تبلغ كفاءة التحويل القياسي المسجلة لـلريكتينا 90.6٪ عند تردد 2.45 جيجا هرتز،  مع كفاءة أقل تبلغ حوالي 82٪ حُققت عند تردد5.82 جيجاهرتز. 

## الريكتينا البصرية
من حيث المبدأ، يمكن استخدام أجهزة مماثلة، قُلصت إلى النسب المستخدمة في تقنية النانو، لتحويل الضوء مباشرة إلى كهرباء. يُطلق على هذا النوع من الأجهزة اسم الريكتينا البصرية (أو «نانتينا»).   نظرياً، يمكن المحافظة على كفاءات عالية مع تقلص الجهاز، ولكن الكفاءة حتى الآن محدودة، والى الآن لم يوجد دليل مقنع على أن التقويم قد تحقق على الترددات البصرية. بصرية منخفضة التكلفة وعالية الكفاءة. وكانت جامعة ميسوري قد أعلنت سابقاً عن عمل لتطوير ريكتينات بمدى الترددات البصرية منخفضة التكلفة وعالية الكفاءة. وقد درست نماذج أولية للأجهزة بالتعاون بين جامعة كونيتيكت وبن ستيت ألتونا باستخدام منحة من مؤسسة العلوم الوطنية. وباستخدام ترسيب الطبقة الذرية، وقد اُقترح أنه يمكن في نهاية المطاف تحقيق كفاءة تحويل طاقة شمسية إلى كهرباء أعلى من 70٪.
يواجه إنتاج تقنية ريكتينا بصرية ناجحة عاملان معقدان رئيسيان:
1. تصنيع هوائي صغير بما يكفي ليشمل أطوال موجية بصرية.
2. إنتاج دايود فائق السرعة قادر على تقويم التذبذبات عالية التردد، بترددات بحدود ~ 500 THz.

فيما يلي بعض الأمثلة على السُبل المتوقعة لإنتاج الدايودات التي ستكون سريعة بما يكفي لتقويم الإشعاع البصري والقريب من البصري.

### الثنائيات الهندسية
كان الطريق الواعد نحو إنشاء هذه الثنائيات فائقة السرعة يتمثل في «الثنائيات الهندسية». وقد أعلن عن ان ثنائيات الجرافين الهندسية تُقوم إشعاع تيراهيرتز. وفي أبريل 2020، أعلن عن التوصل لانتاج ثنائيات هندسية من أسلاكالسيليكون النانوية. وقد بُرهن تجريبيا أن هذه الأسلاك تقوّم ما يصل إلى 40 غيغاهرتز، ولكن هذا كان محدودا ببعض الأجهزة، ونظريا قد تكون قادرة على تقويم الإشارات في منطقة تيراهيرتز كذلك.